# Colius
Colius är ett fågelsläkte i familjen musfåglar inom ordningen tättingar. Släktet omfattar fyra arter som förekommer i Afrika söder om Sahara:
- Vitkindad musfågel (C. striatus)
- Vithuvad musfågel (C. leucocephalus)
- Rödryggig musfågel (C. castanotus)
- Vitryggig musfågel (C. colius)